# Kolovrat (banda)
Kolovrat es una banda de Rock Against Communism (RAC) y thrash metal de Rusia.

## Historia
El grupo se formó en 1994 en Moscú, y en un principio conocido como el «gueto ruso». «Kolovrat» se convirtió en la primera banda de rock ruso, completamente dedicado a promover el arte nacional-socialista. El líder de la banda, el autor de la música, las palabras y los acuerdos es Denis Gerasimov. Los miembros del grupo a lo largo de su existencia ha cambiado, dos de los participantes murieron en las luchas callejeras.
En marzo de 2004, después de un concierto en Chequia, fue detenido Denis Gerasimov, como se ha dicho antes, el líder estable de la banda bajo la acusación de promover el nacional socialismo. Unos meses después de su regreso a Rusia, el grupo se trasladó a otra región.

## Discografía
- 1995 - Gloria de Rusia (en ruso ghetto)
- 1998 - El Consejo Nacional de la Revolución
- 1999 - Sangre de patriotas
- 1999 - Rock forjado botas (en vivo)
- 2000 - Concierto en Moscú (In Memoriam Igor Topolino 16,02) (pirata)
- 2000 - Concierto en Riazán 04,03 (pirata)
- 2000 - Conciertos en San Petersburgo 18,03 (pirata)
- 2001 - ruso-alemán NA Unidad (Split con Nahkampf)
- 2002 - La Novena Ola Blanca Potencia
- 2002 - La era de la mano derecha
- 2003 - Probivaya martillo el camino a la victoria
- 2003 - En vivo en Selivaniha (pirata)
- 2003 - Concierto en Yekaterinburg (pirata)
- 2004 - El prisionero de conciencia
- 2005 - El prisionero de conciencia (reimpresión)
- 2005 - Kolovrat todo el mundo - Homenaje - Parte número 1
- 2007 - Guarda de Ferro y Kolovrat - European Express Libertad
- 2007 - Lost Freedom (álbum tributo a Burzum
- 2008 - Voto radical
- 2008 - Guerra Total